# Quique Rivero
Enrique Rivero Pérez (Cabezón de la Sal, Cantabria, 16 de abril de 1992), más conocido como Quique Rivero, es un futbolista español. Juega como centrocampista y actualmente forma parte de la plantilla del Real Unión de la Primera Federación.

## Trayectoria
Entró por primera vez en una convocatoria del primer equipo del Racing en el encuentro disputado en La Rosaleda ante el Málaga el 9 de abril de 2012. Pocos días después, el 13 de abril, debutó en Primera División en un partido que enfrentó al equipo cántabro con el Real Club Deportivo Mallorca, choque en el que participó como titular.
Tras salir de Santander, el mediocentro jugaría durante dos temporadas en el CD Tenerife en Segunda División y otras dos en las filas del FC Cartagena en Segunda División B.
En 2017 regresa al Racing de Santander, equipo en el que jugaría durante dos temporadas, consiguiendo el ascenso a La Liga 1|2|3 participando la temporada 2018-19 un total de 27 partidos y marcando 7 goles. 
En julio de 2019, tras lograr el ascenso a Segunda División con el Racing de Santander, se marcha al Real Club Recreativo de Huelva firmando por una temporada.
El 30 de septiembre de 2020, firma por el Real Unión de la Segunda División B de España.

## Clubes
| Club                           | País   | Temporada       | Encuentros disputados | Goles |
| ------------------------------ | ------ | --------------- | --------------------- | ----- |
| Racing de Santander            | España | 2011-2012       | 4                     | 0     |
| Racing de Santander            | España | 2012-2013       | 4                     | 0     |
| CD Tenerife                    | España | 2013-2014       | 31                    | 1     |
| CD Tenerife                    | España | 2014-2015       | 10                    | 1     |
| FC Cartagena                   | España | 2015-2016       | 29                    | 2     |
| FC Cartagena                   | España | 2016-2017       | 36                    | 4     |
| Racing de Santander            | España | 2017-2018       | 26                    | 2     |
| Racing de Santander            | España | 2018-2019       |                       |       |
| Real Club Recreativo de Huelva | España | 2019-2020       |                       |       |
| Real Unión Club                | España | 2020-actualidad |                       |       |